# Tenjolaya (Kasomalang)
Tenjolaya is een bestuurslaag in het regentschap Subang van de provincie West-Java, Indonesië. Tenjolaya telt 4120 inwoners (volkstelling 2010).